# 陳若萍
陳若萍（1970年1月2日—），台灣女演員，桃園市龍潭區人。

## 作品
戏剧
- 1998年 三立台灣台《戰國紅顏》飾 移光
- 1999年 中視《觀世音傳奇》飾 妙善公主
- 2001年 大愛《尤老師的十二堂課》
- 2001年 央視《金搏虎》飾 飛雪
- 2002年台視 《台灣男女真情事件》 - 百萬美金換我妻
- 2002年 大愛《髓緣》
- 2002年 華視《MVP情人》飾 董妻
- 2002年 三立台灣台《戏说台湾》石羊公報恩 飾 李金鍰
- 2002年 三立台灣台《台湾霹雳火》飾 劉文心
- 2003年 公視《人生劇展-蜜蜂》
- 2004年 民視《慾望人生》飾 Helen
- 2004年 八大《撞球小子》飾 如月
- 2004年 大愛《後山姊妹》
- 2004年 民視《意难忘》飾 蘇玉鳳
- 2005年 民視《美麗人生》飾 張純純
- 2006年 中視《星蘋果樂園》飾 辛品華
- 2006年 華視《寶島少女成功記》飾 楊玉華
- 2006年 大愛《生命圆舞曲》飾 蕭林月霞
- 2006年 大愛《窗外有兰天》飾 麗華
- 2007年 民視《濟公》飾 玉羅剎
- 2008年 民視《娘家》飾 菲菲
- 2008年 台視《怀玉传奇 千金妈祖》飾 妖判、筆仙
- 2008年 客視《彩色寧靜海》飾 蕭師母
- 2010年 三立台灣台《天下父母心》飾 高美華
- 2010年 大愛《愛在我心深處》飾 秋裡
- 2010年 中視《女王不下班》飾 泡泡糖阿姨
- 2011年 台視《狮子的女儿》飾 蘇玉莎
- 2011年 客視《嫁到頭家娘》
- 2012年 台視《向前走向愛走》飾 居酒吧老闆娘
- 2013年 大愛《愛在陽光下》飾 林翠玉（林小正養母）
- 2013年 三立都會台《美味的想念》飾 Marko媽媽
- 2013年 台視《回到愛以前》飾 方若梅
- 2014年 客視《三隻小蟲》飾 李美好
- 2023年 台視《追分成功》飾 李彩鳳
- 2024年 八大戲劇台《妳是我的姐妹》飾

主持
- 中視兒童節目《環遊世界八十天》
- 公視兒童節目《下課花路米》（飾 豆油嬸）